# イタリアン・シガー・ブルドッグ
イタリアン・シガー・ブルドッグは、ライジング・アップ1st Teamに所属する日本のお笑いコンビ。かつてはオスカープロモーションバラエティ部の所属だった。キャッチフレーズは「琵琶湖が生んだ出世魚」。
2018年06月にコンビ名をセェキットンからイタリアンに変更。名付け親は島田洋七（B&B）。
その後、2020年1月22日にイタリアン・シガー・ブルドッグへ改名。

## メンバー
福原 広喜（ふくはら ひろき、1982年8月12日（42歳） -）主にボケ・ネタ作り担当、立ち位置は向かって左。
滋賀県彦根市出身。
身長:177cm
体重:68kg
血液型:A型
免許:普通自動車、普通自動二輪
資格:危険物取扱者乙種、第2,4,5,6類,大型フォークリフト、小型車輌系建機、毒物劇物取扱責任者
山内 一生（やまうち かずお、1982年4月13日（42歳） -）主にツッコミ担当、立ち位置は向かって右。
滋賀県彦根市出身。
身長:173cm
体重:68kg
血液型:A型
免許:普通自動車
資格:デザイン専門士

## 来歴・芸風
滋賀県出身の幼馴染によって2007年に結成されたコンビ。旧芸名はセーキットン、セェキットン、イタリアン。ワタナベコメディスクール5期生。
2008年頃オスカープロモーションバラエティ部に所属。正統派しゃべくり漫才、時々コント。
演歌歌手を題材にしたネタが多い（五木ひろし・小林幸子・坂本冬美・天童よしみ・鳥羽一郎・藤あや子・美川憲一・八代亜紀等）。
YouTube『島田洋七のINAI INAI BAaチャンネル』のメンバー。

## 出演

### テレビ
- オトナへのトビラTV（NHK Eテレ） - 2014年11月20日
- お笑い数うちゃPON!（日本テレビ） - 2015年10月22日[2]

### ラジオ
- サンドウィッチマンの天使のつくり笑い（NHKラジオ第1放送） - 2016年3月29日、2017年7月4日[3]
- マイナビLauguter Nightオンエア争奪ライブ公開録音（TBSラジオ） - 2017年10月28日[4]

### イベント
- お笑いで悪いヤツらをぶっとばせ！（東京都消費生活総合センター） - 2014年12月6日[5]

### YouTube
- 『島田洋七のINAI INAI BAaチャンネル』　- 2019年3月6日[6]